# رند أبو غنيمة
رند أبو غنيمة سيدة أعمال أردنية أمريكية، تتولى قيادة عمليات شركة مونسانتو الضخمة بمنطقة الشرق الأوسط، لتقود بذلك واحدة من أقوى الشركات الأمريكية في مجالات التكنولوجيا الحيوية الزراعية والكيماويات الزراعية، والتي يقع مركزها الرئيسي في ولاية ميزوري، والتي تم تأسيسها في 1901، لتقديم المنتجات الزراعية المساندة للمزارعين على مستوى العالم. عملت رند أبو غنيمة كمدير تطوير الأعمال في شركة هاينز أفريقيا والشرق الأوسط، وهي الشركة التي نتجت عن اندماج هاينز الشرق الأوسط FZE وهاينز افريقيا للتجارة، كما عملت أيضاً في مناصب مختلفة لدى عدد من الشركات العالمية المرموقة مثل شركة جلاكسو سميث كلاين، وشركة يونيليفر.